# Házi Tibor
Házi Tibor, eredetileg Hoffmann Tibor (Miskolc, 1912. február 9. – Bethesda, Amerikai Egyesült Államok, 2000. február 18.) háromszoros világbajnok asztaliteniszező, Gál Magda asztaliteniszező férje.
1931-től a DSC (Duna Sport Club) asztaliteniszezője volt. 1932-től 1938-ig szerepelt a magyar válogatottban. A világbajnokságokon összesen nyolc érmet nyert, világbajnoki címeit a magyar csapat tagjaként szerezte. Legjobb egyéni eredménye az 1933-ban Párizsban és 1938-ban Londonban elért harmadik helyezés. Jelentős egyéni sikerei közé tartozik az 1935-ben nyert magyar bajnoki címe is, mert ebben az időszakban számos magyar asztaliteniszező tartozott a világ élvonalába. Az aktív sportolást 1938-ban fejezte be.
Visszavonulása után külföldre távozott és az Egyesült Államokban telepedett le.

## Sporteredményei
- háromszoros világbajnok:
  - 1934, Párizs:[1] csapat (Barna Viktor, Bellák László, Dávid Lajos, Szabados Miklós)
  - 1935, London: csapat (Barna Viktor, Bellák László, Kelen István, Szabados Miklós)
  - 1938, London: csapat (Barna Viktor, Bellák László, Földi Ernő, Soós Ferenc)
- világbajnoki 2. helyezett:
  - 1934, Párizs:[1] férfi páros (Glancz Sándor)
- négyszeres világbajnoki 3. helyezett:
  - 1932, Prága: férfi páros (Boros István)
  - 1934, Párizs:[1] egyes
  - 1936, Prága: férfi páros (Soós Ferenc)
  - 1938, London: egyes
- világbajnoki 5. helyezett:
  - 1936, Prága: csapat (Barna Viktor, Bellák László, Kelen István, Szabados Miklós)
- kilencszeres magyar bajnok:
  - egyes: 1935
  - férfi páros: 1934, 1935
  - csapat: 1932–1936, 1938